# هیگینسون (آرکانزاس)
هیگینسون (به انگلیسی: Higginson) یک شهر در ایالات متحده آمریکا است که در شهرستان وایت، آرکانزاس واقع شده‌است. هیگینسون ۲٫۴۱ کیلومتر مربع مساحت و ۶۲۱ نفر جمعیت دارد و ۶۷ متر بالاتر از سطح دریا واقع شده‌است.